# Edmund Fischer

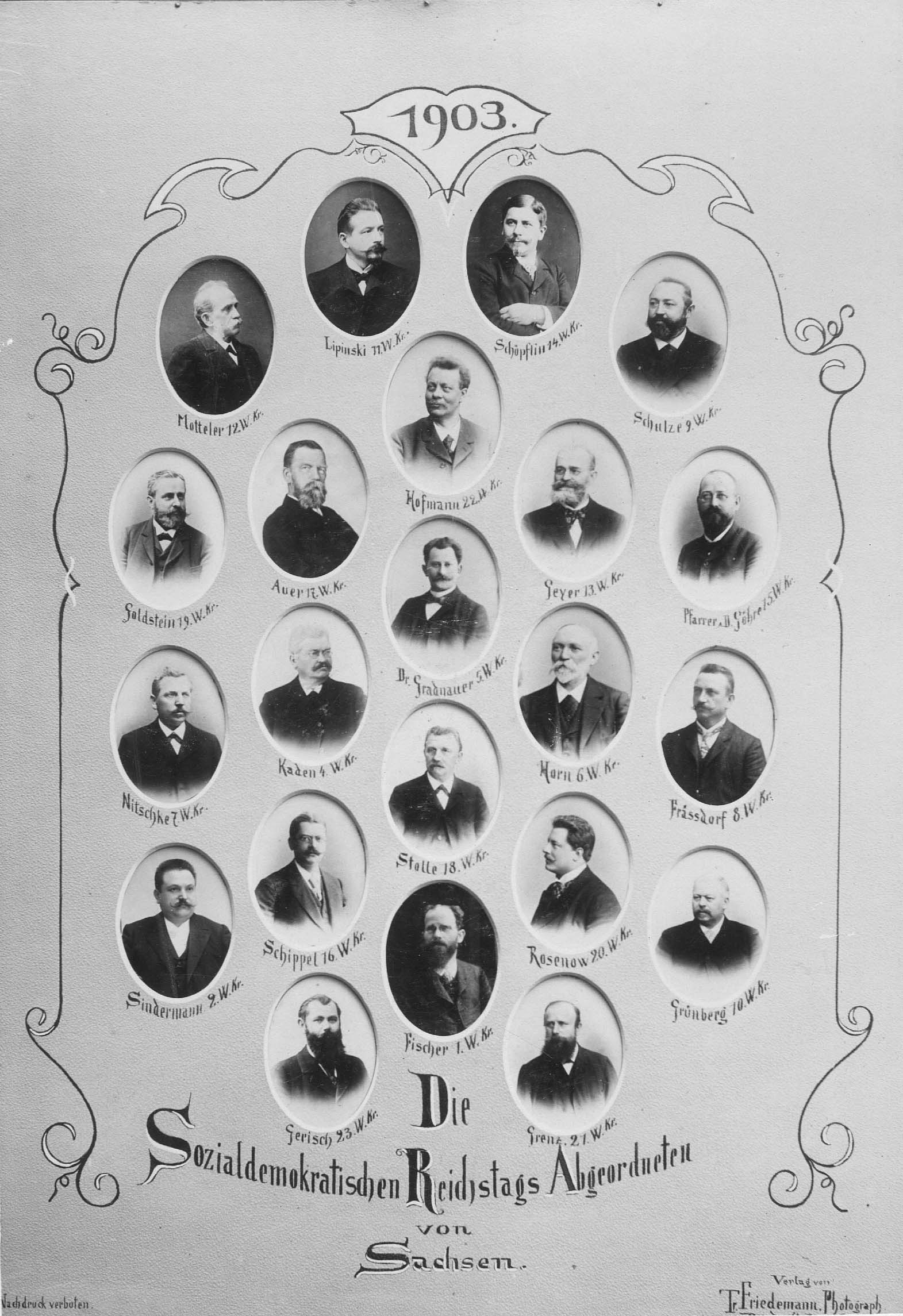
Edmund Fischer (unten Mitte) und die anderen sächsischen Reichstagsabgeordneten, 1903

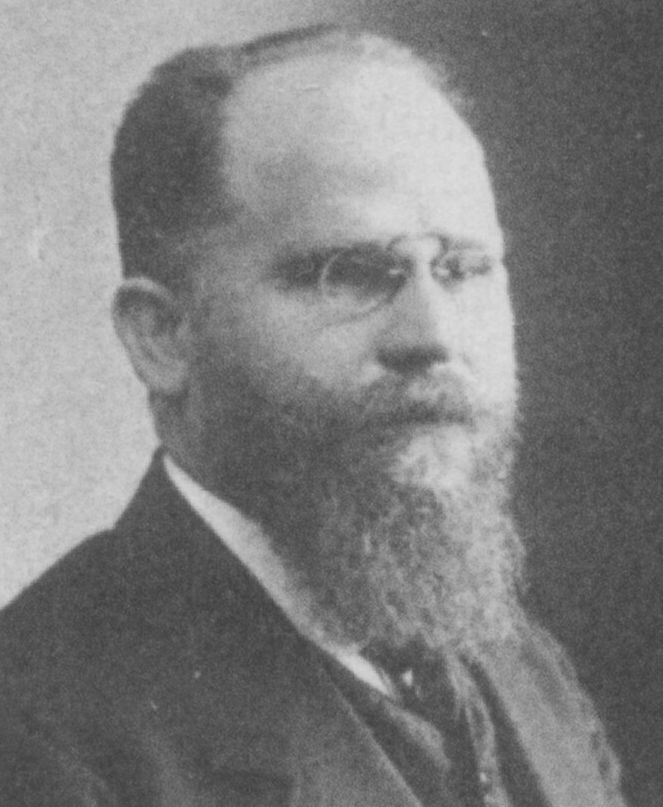
Edmund Fischer als Reichstagsabgeordneter 1912

Georg Edmund Fischer (* 9. Januar 1864 in Darmstadt; † 11. Juni 1925 in Dresden) war Holzbildhauer, Redakteur und Mitglied des Deutschen Reichstags.

## Leben
Fischer besuchte von 1870 bis 1873 die katholische Volksschule und bis 1878 die Mittelschule in Darmstadt. Danach lernte er bis 1881 als Holzbildhauer in Hornberg. Er arbeitete als Holzbildhauer während seiner Wanderjahre in Deutschland, Frankreich und Holland und trat in dieser Zeit auch der Gewerkschaft und der SPD bei. 1890 war er Mitbegründer der SPD in Frankfurt am Main. Von 1892 bis 1893 war er Redakteur der Volksstimme in Frankfurt am Main und von 1893 bis 1898 Redakteur der Sächsischen Arbeiterzeitung in Dresden. Zwischen 1898 und 1908 war er Herausgeber der Zeitung Der arme Teufel aus der Oberlausitz. Fischer war ein Gegner des Erfurter Programms der SPD. Von 1905 bis 1912 war er Gemeinderatsmitglied in Briesnitz. Von 1905 bis 1907 war Fischer ein eifriger Mitarbeiter der von Heinrich Braun und Lily Braun herausgegebenen Zeitschrift Die neue Gesellschaft, sozialistische Wochenschrift (Verlag der Neuen Gesellschaft Berlin). Von 1914 bis 1922 war er ständiger Mitarbeiter der Sozialistischen Monatshefte und Delegierter der SPD-Parteitage von 1895 bis 1916. 1915 war er auch Mitarbeiter der Zeitschrift Die Neue Zeit.
Von 1898 bis 1907 und von 1912 bis 1918 war er für die SPD Mitglied des Deutschen Reichstags für den Reichstagswahlkreis Königreich Sachsen 1 Zittau. 1919 wurde er in das sächsische Innenministerium berufen, um eine umfassende Gemeindereform vorzubereiten. 1922 wurde er Direktor der Landesstelle für Gemeinwirtschaft in Sachsen und 1924 Stadtverordneter in Dresden. Wegen einer schweren Erkrankung beging er Suizid.

## Werke
- Die Landtagswahlen in Sachsen. In: Die Neue Zeit. Revue des geistigen und öffentlichen Lebens. 13. Jg. (1894–1950, 1. Band (1895), Heft 12, S. 376–379. FES)
- Die neueste Revision unserer Theorie und Taktik. In: Socialistische Monatshefte. 10 (1904), Heft 4, S. 291–299. FES
- Die Frauenfrage. In: Sozialistische Monatshefte, 11 (1905), Heft 3, S. 258–266. FES
- Franz Josef Ehrhart. In: Sozialistische Monatshefte, 14 (1908), Heft 18/19, S. 1191–1195. FES
- Frauenarbeit und Familie. Julius Springer, Berlin 1914. Digitalisat
- Neuere Literatur über die Lage der Arbeiter. Julius Springer, Berlin 1912. (Annalen für Soziale Politik und Gesetzgebung. Sonderabdruck aus 2. Band, 3. und 4. Heft)
- Der Reformismus und die Krise in der Sozialdemokratie. In: Die Neue Zeit. Wochenschrift der deutschen Sozialdemokratie. 34. Jg. (1915–1916), 1. Band (1915), Heft 7, S. 204–210. FES
- Sozialdemokratie und Staat. In: Die Neue Zeit. Wochenschrift der deutschen Sozialdemokratie. 34. Jg. (1915–1916), 1. Band (1915), Heft 12, S. 372–377. FES
- Das politische Ideal und die praktische Politik. In: Die Neue Zeit. Wochenschrift der deutschen Sozialdemokratie. 34. Jg. (1915–1916), 1. Band (1915), Heft 13, S. 400–402. FES
- Das sozialistische Werden, Die Tendenzen der wirtschaftlichen und sozialen Entwicklung. Veit und Comp., Leipzig 1918. Digitalisat
- Zu Eduard Bernsteins 70. Geburtstag. In: Sozialistische Monatshefte. 25 (1919), Heft 16, S. 1191–1195. FES
- Demokratie. Verlag für Kulturpolitik, München/Berlin, 1919. (= Die soziale Revolution. Politische Bibliothek)
- Sozialismus und Beamtenstaat. Vorwärts, Berlin 1919.
- Die gemeinwirtschaftliche Regelung der Milchversorgung. v. Zahn & Jaensch, Dresden, 1919. (= Veröffentlichungen der sächs. Landesstelle für Gemeinwirtschaft, Heft III), Digitalisat
- Die Reform der Gemeinde-Gesetzgebung. Zwei Vorträge gehalten am 7. Nov. 1919 im Dresdner Rathause vor geladenen Vertretern der Sächsischen Staatsregierung und der Stadtverwaltung. Kaden, Dresden 1920.
- Die Reform der Gemeindegesetzgebung in Sachsen. Kaden, Dresden 1920. MDZ Reader
- Die Sozialisierung der Wasserwirtschaft in Sachsen. v. Zahn & Jaensch, Dresden 1920. (= Veröffentlichungen der sächsischen Landesstelle für Gemeinwirtschaft, Heft 7)
- Die Entwicklung der Gemeinwirtschaft in Sachsen. v. Zahn & Jaensch, Dresden 1920. (= Veröffentlichungen der sächs. Landesstelle für Gemeinwirtschaft, Heft 10),
- Edmund Fischer, Kurt Bärbig: Die Sozialisierung des Bestattungswesens. v. Zahn & Jaensch, Dresden 1921. (=Veröffentlichungen der sächs. Landesstelle für Gemeinwirtschaft, Heft XVI.)
- Die Sozialisierung des Wohnwesens und der Baustoffproduktion. v. Zahn & Jaensch, Dresden 1921. (= Veröffentlichungen der sächsischen Landesstelle für Gemeinwirtschaft, Heft 12)